# 布姆
布姆（Bhum），是印度马哈拉施特拉邦奥斯马纳巴德县的一个城镇。总人口17510（2001年）。

## 人口
该地2001年总人口17510人，其中男性9088人，女性8422人；0—6岁人口2455人，其中男1349人，女1106人；识字率68.21%，其中男性为75.51%，女性为60.34%。